# Driver 2: The Wheelman Is Back
Driver 2: The Wheelman Is Back ou Driver 2: Back on the Streets é o segundo jogo da série de videogames Driver. Foi desenvolvido pela Reflections Interactive e publicado pela Infogrames. Uma versão para o Game Boy Advance, intitulada Driver 2 Advance, foi lançada em 2002, sendo desenvolvida pela Sennari Interactive e foi lançada sob a linha de produtos Atari.

## Jogabilidade
Driver 2 expande a estrutura de Driver, adicionando a habilidade e possiblidade do personagem, Tanner, de sair do carro para explorar a pé as missões e dirigir outros veículos nos ambientes do jogo. As missões da história são jogadas separadamente do modo Take-A-Ride, onde o jogador pode explorar as cidades livremente.
As missões no jogo são geralmente feitas dirigindo os veículos como rastrear testemunhas, bater em outros carros e escapar de gângsteres ou policiais. Uma cena é mostrada antes de quase todas as missões para ajudar a avançar o enredo e, portanto, o jogo funciona como um filme de perseguição de carros no estilo de Hollywood. Embora Tanner possa deixar seu carro e interagir com certos elementos do ambiente, toda a violência ocorre durante as cenas pré-renderizadas.
Enquanto a versão original do PlayStation oferecia um roteiro dividido para dois jogadores, a versão Game Boy Advance introduzia a opção para quatro jogadores.
Driver 2 incluía quatro cidades, que são notavelmente maiores do que o jogo original, sendo elas: Chicago, Havana, Las Vegas e Rio de Janeiro .
Uma grande variedade de veículos podem ser encontrados ao longo do jogo, baseados em carros das marcas Chevrolet, Ford, GMC, dentre outras. Todos os carros podem ser dirigidos e há também carros escondidos nas quatro cidades do jogo. Semelhante ao primeiro jogo, as calotas dos carros podem sair voando, embora elas voem menos do que no jogo anterior, dando ao jogo mais realismo.

## História
O jogo começa em um bar na cidade de Chicago, nos EUA, onde um homem chamado Pink Lenny está conversando com um brasileiro contendo tatuagens. Dois gangsters entram de repente no bar e abrem fogo contra eles. Lenny foge, mas o brasileiro é assassinado. Seu corpo é posteriormente examinado em um necrotério pelos policiais John Tanner e Tobias Jones. As tatuagens do homem indicam que ele trabalhava para Álvaro Vasquez, líder de uma organização criminosa brasileira. Tanner e Jones são enviados disfarçados para descobrir o envolvimento de Lenny na recente violência de gangues em Chicago.
Eles interrogam uma testemunha do tiroteio no bar, que explica que Lenny costumava fazer a lavagem de dinheiro para Solomon Caine, um mafioso de alto escalão com operações em Chicago e Las Vegas. Lenny deixou a gangue de Caine e fez um acordo com Vasquez, o maior rival de Caine. Tanner e Jones mais tarde seguem um dos homens de Vasquez até um depósito, onde encontram equipamentos que foram trazidos de Cuba .
Como Caine e Vasquez tentarão explorar a experiência financeira de Lenny para suas operações, Tanner e Jones devem encontrar e prender Lenny antes que a violência das gangues saiam de controle. Os oficiais rastreiam Lenny até Havana, onde Tanner interrompe as operações de Vasquez, mas é tarde demais para impedir Lenny de deixar a cidade em um navio com destino a San Diego, indicando que o próximo alvo de Vasquez é Las Vegas.
Tanner mais tarde encontra e captura Charles Jericho, um dos homens de Caine, antes de viajar para Las Vegas com Jones para negociar uma trégua com Caine. Caine designa Jones para encontrar Lenny enquanto Tanner usa suas habilidades de direção para auxiliar as operações de Caine em Las Vegas, eventualmente tendo sucesso em destruir o depósito de suprimentos de Vasquez. Logo depois, Caine fica sabendo que Lenny e Vasquez estão no Rio de Janeiro .
Depois que Caine chega ao Rio, Jones observa que Vasquez não impediu Caine de entrar na cidade, apesar de monitorar as docas e o aeroporto. Tanner continua ajudando Caine e interrompendo as operações de Vasquez. Jones conseguiu se infiltrar na gangue de Vasquez para obter mais informações sobre Vasquez e Lenny, mas Tanner o avisa que seu disfarce não durará.
Tanner descobre mais tarde que Vasquez descobriu a verdadeira identidade de Jones e que Lenny está tentando deixar o Rio de helicóptero. Depois de resgatar Jones, Tanner é forçado por Caine a pegar Jericho antes de impedir Lenny de escapar. Tanner e Jericho derrubam o helicóptero antes de Tanner revelar suas verdadeiras cores para Jericho e ir atrás de Lenny sozinho, prendendo-o depois que seu helicóptero eventualmente cai.
Depois que Tanner traz Lenny de volta para Chicago, é revelado que Caine e Vasquez foram afiliados anteriormente, devido às mesmas tatuagens. Sem Lenny, eles se reconciliam no Rio.

## Desenvolvimento
O jogo foi lançado pela primeira vez no console de videogame PlayStation e mais tarde transportado para o Game Boy Advance da Nintendo.  Como o jogo era muito longo e os gráficos da cena eram um tanto avançados para os da era PlayStation, o jogo foi lançado em dois discos. O primeiro disco continha dados de Chicago e Havana, enquanto o segundo disco continha dados de Las Vegas e Rio.
A versão GBA foi significativamente condensada de sua contraparte no PlayStation, devido às limitações de memória. Das quatro cidades na versão PS1 (Chicago, Havana, Las Vegas e Rio), apenas Chicago e Rio estão presentes, e o enredo é simplificado para apenas essas duas cidades, omitindo as missões das outras duas cidades ou transplantando-as para os dois que realmente aparecem no jogo.
As cinemáticas do jogo são substituídas por apresentações de slides que apresentam um texto rastejando para o diálogo, com clipes de som ocasionais (como tiros ou sirenes da polícia) adicionados para a atmosfera. Os gráficos também são renderizados em formas poligonais, com pequenos sprites 2D simplistas para pedestres. Certas animações, como Tanner entrando e saindo de veículos, também são omitidas, e uma série de scripts de IA, como bloqueios de estradas que aparecem quando a polícia persegue o jogador, são eliminados. No entanto, a polícia ainda utiliza clipes de voz da versão PS1 para perseguir Tanner, mesmo usando diálogos em português para a polícia do Rio de Janeiro. A música licenciada também é substituída por uma série de melodias instrumentais compostas para o jogo.
Em 2020, os fãs descompilaram o jogo e lançaram uma versão não oficial para o Windows, apresentando melhorias como correções de bugs e jogabilidade de 30 quadros por segundo.

### Música
Em um movimento semelhante ao primeiro jogo, Driver 2 apresentava uma trilha sonora que lembrava os filmes de carros típicos dos anos 1970, contendo faixas instrumentais de funk e boogie, bem como canções mais populares de artistas e compositores, para enfatizar ainda mais a sensação retro do jogo. A música original foi composta por Allister Brimble .
A música de fundo para cada cidade parece combinar tanto com a música do filme de perseguição de carros quanto com os estilos musicais predominantes de cada cidade, por exemplo, Havana BGM parece ser influenciado pelo Son cubano, Vegas BGM soa com influências da música ocidental da América do Norte e Rio BGM é influenciado pelo Samba e Bossa Nova.
Carros nos próprios níveis têm aproximadamente 5 ou 6 segundos de música em loop, em Chicago é no estilo Rock / Electro Beat, Havana é Jazz-funk, Las Vegas é Funk / Soul e Rio é Drum & Bass.
As músicas licenciadas apresentadas no jogo (conforme listadas nos créditos) são fornecidas abaixo:
- "Fever" de Dust Junkys - a primeira cena em Las Vegas com os caminhões entrando no posto de gasolina.
- "In the Basement" de Etta James - em um bar em Las Vegas onde Tanner e Jones jogam sinuca.
- " Help Me " de Sonny Boy Williamson - Tanner chega de volta a seu apartamento e confronta Jericho.
- "Sitting Here Alone" de Hound Dog Taylor - a cena de abertura do jogo no bar Red River.
- "Just Dropped In" de Kenny Rogers & The First Edition - reproduz os créditos finais do jogo.
- "Lacrimosa" de Mozart - a cena climática carioca na base da estátua do Cristo Redentor.

## Recepção
O jogo recebeu "críticas mistas ou médias" em ambas as plataformas, de acordo com o agregador de críticas de videogames Metacritic.   GameSpot nomeado Driver 2 Advance o melhor jogo Game Boy Advance de outubro de 2002.
A GameSpot concluiu que a versão PlayStation do Driver 2 é "um jogo extraordinário". GamesRadar disse que "não é o screecher de roda mais rápido do mercado, mas ainda impressiona". Happy Puppy disse que a versão PS "oferece mais das mesmas coisas que fizeram do original um grande jogo", mas acrescentou que "não leva a série muito mais longe".
Em uma análise mista, IGN descreveu a versão para PlayStation como "um dos jogos mais decepcionantes, senão o mais decepcionante, de 2000".  Hot Games perguntou: "Como o Reflections pode estragar tanto isso? O driver 2 é um reflexo pálido (har har) do original ".
David Chen analisou a versão PlayStation do jogo para Next Generation, classificando-a com três estrelas em cinco, e afirmou que "isso deve agradar tanto os novatos quanto os fãs do primeiro, mas não é tão revolucionário ou bem executado".
A versão do jogo para PlayStation recebeu um prêmio de vendas "Platinum" da Entertainment and Leisure Software Publishers Association (ELSPA), indicando vendas de pelo menos 300.000 cópias no Reino Unido.
Driver 2 Avanço ganhou anual "Melhor Jogo de Condução no Game Boy Advance" ' GameSpot prêmio. Foi vice-campeão no prêmio "Best Graphics on Game Boy Advance" da publicação, que foi para a Ilha de Yoshi: Super Mario Advance 3.